# Dale Torborg
Dale Torborg (né le 24 octobre 1971 à Mountainside au New Jersey) est un entraîneur et formateur de baseball américain et un ancien catcheur professionnel. Il est le fils du directeur de la Ligue majeure de baseball Jeff Torborg. Il est actuellement[Depuis quand ?] le coordinateur de conditionnement des Chicago White Sox.
Torborg débuta à la fin de ses études à l'Université Nord-ouest une carrière de joueur de baseball professionnel. Mais tandis qu’il jouait dans les ligues mineures une balle rapide au visage mit fin à sa carrière de baseball.

## Catch

### World Championship Wrestling
En 1995 sur la route de LA, Torborg rencontré Hulk Hogan et Randy Savage. Les deux lutteurs proposent à Torborg d’entrer dans le monde du catch. Torborg a été formé par le Warlord et Jim Neidhart, et a fait ses débuts en 1998. Il débute à la WCW et a été présenté comme un membre de la WCW Pit Crew. Il a suivi une formation à la WCW Power Plant.
En 1995, il a alors travaillé à la American Wrestling Federation comme MVP, un personnage de joueur de baseball. Après la fin de l'AWF  il a été brièvement employé par la World Wrestling Federation et y a utilisé le gimmick de MVP, mais il a vite été remercié. En 1998, il a été embauché par la World Championship Wrestling où il a passé le début de sa carrière comme un futur talent sur les shows du week-end de WCW Saturday Night et WCW Pro. Sa chance a tourné en 1999, lorsque Eric Bischoff, alors à la tête de la WCW, a conclu une affaire avec le groupe de hard rock Kiss pour créer un lutteur sur leur thème, le « Kiss Demon », la seule condition fut que le lutteur soit à l’image du personnage de Gene Simmons. Brian Adams a d’abord utilisé ce gimmick lors d’une seule apparition avant de le céder par la suite à Torborg. Il a eu comme manager Asya, qu’il a ensuite épousée. On a, à l'origine, supposé que le personnage de « Démon » avait été créé en vue de la création d’une équipe appelée « les Guerriers de KISS », dans laquelle les autres membres originaires du groupe auraient un lutteur les représentant. Lors de la signature de l’accord signé avec la WCW, on garantit à KISS que leur « Démon » lutterait lors d’un match de main event. On a supposé que ce match devait arriver lors New Year's Eve PPV de 1999 où il devait lutter contre Vampiro. Mais le PPV et le match n'ont pas vu le jour après qu'Eric Bischoff a perdu sa position à la tête de la fédération. Afin d’accomplir l'obligation contractuelle, il a été réservé lors d’un Special Main Event un match lors du Superbrawl au début de 2000. De manière peu habituelle ce main event fut placé en quatrième match sur la carte et on y vit Torborg faire face à The Wall qui gagna ce combat avec un chokeslam.
Ensuite, Tolborg fut simplement connu sous le nom « The Demon » et placé dans un groupe avec Vampiro et The Insane Clown Posse appelée The Dark Carnival. Il s'est retourné plus tard contre le groupe et a entretenu de mauvais rapports avec Vampiro. Quand la WCW a été rachetée par la WWE en 2001, le contrat de Torborg n’a pas été prolongé.

### Total Nonstop Action Wrestling
Torborg est réapparu avec l'Attrapeur des White Sox, A.J. Pierzynski lors d’un prime time d'Impact TNA! le 8 décembre 2005. Avec le vétéran lutteur gérant(manager) et commentateur coloré Bobby Heenan. Torborg et Pierzynski ont présenté AJ Styles, Chris Sabin et Sonjay Dutt avec des souvenirs de la Série Mondiale 2005 jusqu'à ce qu'ils soient interrompus par The Diamonds In The Rough. Simon Diamond, le leader de The Diamonds et lui-même un ancien joueur de baseball. Il s'est moqué de la moyenne de 256 au bâton de Pierzynski, lui disant qu'il avait besoin d'un frappeur désigné. Simon Diamond a alors giflé Torborg, menant à une bagarre. En conséquence, Torborg, Sabin et Dutt, avec Pierzynski dans leur coin, ont fait face à The Diamonds In The Rough lors de TNA Turning Point 2005, le 11 décembre de cette année-là. À Turning Point, Dutt a fait le tombé sur Diamonds après l'interférence de Johnny Damon, qui à l'époque jouait comme voltigeur de gauche pour les Red Sox de Boston.
Le 18 janvier 2007 lors de l’édition d'IMPACT !, Pierzynski et Torborg avec l’aide de Mlle Tennessee, ont attaqué Lance Hoyt, aidant à la victoire de James Storm.

## Baseball
Torborg quitta le monde de la lutte et  rejoint les Montréal Expos comme strength coach en mars 2001 et prit officiellement sa retraite de professionnel de la lutte en 2002.
Torborg est devenu le conditioning coach des Floride Marlins. Son père Jeff était lui le directeur de l'équipe. Il a fait parler de lui quand il a effrayé le lanceur des Marlins Antonio Alfonseca dans la  chambre dissimulation des entraîneurs après qu’Alfonseca se soit énervé contre lui et ait raillé sa carrière de lutteur professionnel.
En janvier 2004, Dale a été engagé par l'équipe de baseball des Chicago White Sox comme strength coach nomade. Torborg a fait partie de deux équipes de baseball championne du monde : 2003 Marlins et 2005 White Sox.

## Cinéma
Torborg a tenu un petit rôle dans Le Transporteur 2, ainsi que dans de nombreuses publicités en rapport avec sa carrière dans le baseball. Il a aussi travaillé avec Tom Selleck pour le film M. Baseball, et avec Madonna et Geena Davis pour le film Une Ligue à eux.

## En tant que lutteur

### Prises de finitions
- Love Gun (Cobra clutch slam).
- Chokeslam.

### Managers
- Asya.
- Insane Clown Posse.